# Marc Akerstream
Marc Akerstream (né en 1954 et mort le 15 août 1998 à Vancouver) est un acteur canadien.
Il a succombé à des blessures à la tête alors qu'il se trouvait sur le plateau de tournage de la série télévisée canadienne The Crow : Stairway to Heaven. L'accident s'est produit pendant le tournage à Minaty Bay, à Vancouver, en Colombie-Britannique, lorsqu'il a été frappé par des débris volants alors qu'il observait l'explosion d'une barque.

## Biographie
Il décède lors d'un accident survenu sur le tournage de la série "The Crow : Stairway to heaven".

## Filmographie partielle
- 1993 : Le Bazaar de l'épouvante (Needful Things) de Fraser Clarke Heston
- 1995 : Jackie Chan dans le Bronx (Rumble in the Bronx) de Stanley Tong
- 1997 : De beaux lendemains (The Sweet Hereafter) d'Atom Egoyan